# Morti nel 1692
| Questa pagina contiene informazioni ricavate automaticamente dalle voci biografiche con l'ausilio del template Bio e di un bot. L'aggiornamento è periodico e automatico e ricostruisce completamente la pagina. Se manca una persona in questa lista, sei pregato di non aggiungerla, ma accertati piuttosto che la sua voce biografica contenga il template Bio e che i dati anagrafici siano correttamente compilati. Se il template Bio manca, inseriscilo tu stesso o, in alternativa, metti l'avviso {{tmp\|Bio}} che ne segnala la mancanza. Se i dati riportati sono sbagliati, correggi direttamente la voce biografica; le modifiche saranno visibili in questa lista entro pochi giorni. Per chiarimenti vedi il progetto biografie. La lista contiene solo le 90 persone che sono citate nell'enciclopedia e per le quali è stato implementato correttamente il template Bio. Pagina aggiornata al 26 mar 2025. |

## Gennaio(6)
- 2 gennaio - Gregorio Strozzi, musicista e clavicembalista italiano
- 3 gennaio - Roelant Roghman, pittore e incisore olandese (n. 1627)
- 8 gennaio - Francesco da Copertino, religioso e architetto italiano (n. 1617)
- 16 gennaio - William O'Brien, II conte di Inchiquin, nobile e ufficiale irlandese (n. 1640)
- 23 gennaio - Alessandro Maria Orsini, nobile e militare italiano (n. 1611)
- 29 gennaio - Carlotta Savelli, nobildonna italiana (n. 1608)

## Febbraio(4)
- 4 febbraio - Francesco Niccolini, arcivescovo cattolico e diplomatico italiano (n. 1639)
- 7 febbraio - Fernando de Valenzuela, politico spagnolo (n. 1636)
- 18 febbraio - Wang Fuzhi, filosofo cinese (n. 1619)
- 24 febbraio - Antimo Liberati, compositore e cantore italiano (n. 1617)

## Marzo(5)
- 1º marzo - La Grange, attore teatrale francese
- 3 marzo - Eleonora Caterina del Palatinato-Zweibrücken-Kleeburg, principessa svedese (n. 1626)
- 9 marzo - Willem de Heusch, pittore e incisore olandese
- 13 marzo - Augustine Reding, abate e teologo svizzero (n. 1625)
- 26 marzo - Ralph Wrenn, ufficiale inglese

## Aprile(4)
- 22 aprile - Tomás de la Cerda, nobile spagnolo (n. 1638)
- 23 aprile - Giuseppe Eusanio, vescovo cattolico italiano (n. 1619)
- 23 aprile - Edward Howard, II conte di Carlisle, nobile e politico inglese (n. 1646)
- 30 aprile - Abraham van Westerveld, pittore e disegnatore olandese

## Maggio(6)
- 4 maggio - Carlo III d'Elbeuf, nobile francese (n. 1620)
- 10 maggio - George Etherege, drammaturgo, poeta e diplomatico inglese
- 14 maggio - Robert Kirk, presbitero scozzese (n. 1644)
- 14 maggio - Luisa Cristina di Savoia, nobildonna italiana (n. 1629)
- 18 maggio - Elias Ashmole, collezionista d'arte, storico e alchimista inglese (n. 1617)
- 31 maggio - Michele Foscarini, storico italiano (n. 1632)

## Giugno(5)
- 2 giugno - Eugenio Gamurrini, monaco cristiano, teologo e letterato italiano (n. 1620)
- 3 giugno - Maria di Borbone-Soissons, nobile francese (n. 1606)
- 10 giugno - Bridget Bishop, inglese
- 21 giugno - Cristiano Ludovico I di Meclemburgo-Schwerin, duca (n. 1623)
- 23 giugno - Jean François de Noailles, nobile e militare francese (n. 1658)

## Luglio(5)
- 10 luglio - Heinrich Bach, musicista tedesco (n. 1615)
- 19 luglio - Rebecca Nurse, artigiana inglese (n. 1621)
- 22 luglio - Pietro del Pò, pittore e incisore italiano (n. 1610)
- 23 luglio - Gilles Ménage, poeta, saggista e grammatico francese (n. 1613)
- 30 luglio - Alonso Enríquez de Santo Tomás, religioso, teologo e vescovo cattolico spagnolo (n. 1631)

## Agosto(6)
- 1º agosto - David Loggan, incisore, disegnatore e editore polacco (n. 1634)
- 3 agosto - Federico di Schleswig-Holstein-Sonderburg-Augustenburg, nobiluomo tedesco (n. 1652)
- 5 agosto - Anton Nuck, medico olandese (n. 1650)
- 14 agosto - Nicolas Chorier, avvocato, scrittore e storico francese (n. 1612)
- 25 agosto - Antonio Foresti, gesuita, storico e letterato italiano (n. 1625)
- 26 agosto - Francesco Antonio Carafa, arcivescovo cattolico italiano (n. 1635)

## Settembre(4)
- 19 settembre - Giles Corey, allevatore inglese
- 21 settembre - Ermes di Colloredo, poeta e militare italiano (n. 1622)
- 22 settembre - Frans van Bossuit, scultore fiammingo (n. 1635)
- 28 settembre - Cornelis Bloemaert II, incisore e disegnatore olandese (n. 1603)

## Ottobre(4)
- 4 ottobre - Charles Fleetwood, generale e politico inglese
- 12 ottobre - Giovanni Battista Vitali, compositore e violinista italiano (n. 1632)
- 16 ottobre - Cristiano Alberto di Brandeburgo-Ansbach, nobile tedesco (n. 1675)
- 29 ottobre - Melchisédech Thévenot, scrittore, scienziato e orientalista francese

## Novembre(7)
- 6 novembre - Gédéon Tallemant des Réaux, scrittore e poeta francese (n. 1619)
- 11 novembre - Pietro Gioffredo, storico italiano (n. 1629)
- 12 novembre - Margherita d'Este, nobile italiana (n. 1618)
- 13 novembre - Joseph de la Vega, mercante olandese
- 19 novembre - Giorgio Federico di Waldeck, generale tedesco (n. 1620)
- 19 novembre - Thomas Shadwell, poeta e commediografo inglese (n. 1642)
- 27 novembre - Francesco Pianta, intagliatore italiano (n. 1634)

## Dicembre(5)
- 10 dicembre - William Mountfort, attore teatrale e drammaturgo inglese (n. 1664)
- 12 dicembre - Veríssimo de Lencastre, cardinale e arcivescovo cattolico portoghese (n. 1615)
- 15 dicembre - Niccolò Maria Pallavicino, gesuita, scrittore e teologo italiano (n. 1621)
- 16 dicembre - Antonio Carneo, pittore italiano (n. 1637)
- 24 dicembre - Maria Antonia d'Austria (n. 1669)

## Senza giorno specificato(29)
- Pietro Aquila, pittore e incisore italiano (n. 1630)
- Giovanni Battista Bergonzoni, architetto e francescano italiano (n. 1628)
- Bil'arab bin Sultan, sovrano omanita
- Hennig Brand, mercante e alchimista tedesco (n. 1630)
- Giovanni Battista Centurione, doge (n. 1603)
- Philippe Couplet, missionario belga (n. 1622)
- Elia Formiggini, banchiere, imprenditore e mercante italiano
- Eva Margareta Frölich, scrittrice, mistica e profeta svedese (n. 1650)
- Pier Francesco Gianoli, pittore italiano (n. 1624)
- Hendrik Hamel, esploratore olandese (n. 1630)
- Walda Heywat, filosofo etiope (n. 1599)
- Nicolas Juchereau de Saint-Denis, imprenditore francese (n. 1627)
- Francesco Mazzuoli, architetto e scultore italiano (n. 1643)
- Giovanni Giacomo Monti, architetto, scenografo e pittore italiano (n. 1620)
- Pio Fabio Paolini, pittore italiano (n. 1620)
- Giovan Pietro Ragona, scultore italiano (n. 1632)
- César Vichard de Saint-Réal, storico, abate e scrittore francese (n. 1639)
- Olimpia Sforza Visconti, nobile italiana (n. 1628)
- Barbara Sirani, pittrice italiana (n. 1641)
- Agostino Spinola, doge (n. 1624)
- John Tippetts, ingegnere britannico (n. 1622)
- Marcantonio Vincentini, vescovo cattolico e diplomatico italiano (n. 1624)
- Jan de Visscher, incisore, disegnatore e pittore olandese (n. 1633)
- Giambattista Volpe, compositore e direttore di coro italiano (n. 1620)
- Emanuel de Witte, pittore olandese
- Zera Yacob, filosofo etiope (n. 1599)
- Gabriel de Foigny, scrittore francese
- Carlos de Gurrea, politico spagnolo (n. 1634)
- Étienne de La Tour, pittore francese (n. 1621)